# جدیتو (آریزونا)
جدیتو (به انگلیسی: Jeddito) یک منطقهٔ مسکونی در ایالات متحده آمریکا است که در شهرستان ناواهو، آریزونا واقع شده‌است. جدیتو ۱۴٫۰۴ کیلومتر مربع مساحت و ۱٬۸۵۳ نفر جمعیت دارد و ۱٬۹۳۲ متر بالاتر از سطح دریا قرار دارد.